# Orbelín Pineda
Orbelín Pineda Alvarado (ur. 24 marca 1996 w mieście Meksyk) – meksykański piłkarz występujący na pozycji lewego skrzydłowego lub ofensywnego pomocnika, reprezentant Meksyku, od 2022 roku zawodnik greckiego AEK-u Ateny. 
Jego brat Onay Pineda również był piłkarzem.

## Kariera klubowa
Pineda jest wychowankiem klubu Querétaro FC, do którego seniorskiej drużyny został włączony już jako siedemnastolatek przez szkoleniowca Ignacio Ambríza. Pierwszy mecz rozegrał w niej w styczniu 2014 z Celayą (0:1) w ramach krajowego pucharu (Copa MX), jednak w Liga MX zadebiutował dopiero siedem miesięcy później, 1 sierpnia 2014 w wygranym 2:0 spotkaniu z Pachucą. Mimo nastoletniego wieku szybko wywalczył sobie miejsce w wyjściowym składzie, premierowego gola w najwyższej klasie rozgrywkowej zdobywając 24 stycznia 2015, również w konfrontacji z Pachucą, tym razem przegranej 1:2. W tym samym, wiosennym sezonie Clausura 2015, jako kluczowy zawodnik zdobył z Querétaro tytuł wicemistrza Meksyku, współtworząc kreatywną linię pomocy z Ronaldinho. Ogółem barwy Querétaro reprezentował przez dwa lata, będąc jednym z czołowych graczy ligi meksykańskiej.
Wiosną 2016 Pineda za sumę 4,5 miliona dolarów przeszedł do ekipy Chivas de Guadalajara, gdzie jeszcze w tym samym roku w roli podstawowego piłkarza zdobył superpuchar Meksyku – Supercopa MX.

## Kariera reprezentacyjna
W 2015 roku Pineda został powołany przez szkoleniowca Sergio Almaguera do reprezentacji Meksyku U-20 na Mistrzostwa Świata U-20 w Nowej Zelandii. Tam pełnił rolę podstawowego zawodnika swojej drużyny – rozegrał wówczas wszystkie trzy możliwe spotkania (z czego dwa w wyjściowym składzie), ani razu nie wpisując się jednak na listę strzelców, zaś Meksykanie odpadli wówczas z młodzieżowego mundialu już w fazie grupowej.

## Statystyki kariery
| Klub                  | Sezon              | Liga               | Liga    | Liga   | Puchar kraju | Puchar kraju | Kontynentalne | Kontynentalne | Suma    | Suma   |
| Klub                  | Sezon              | Poziom             | Występy | Bramki | Występy      | Bramki       | Występy       | Bramki        | Występy | Bramki |
| --------------------- | ------------------ | ------------------ | ------- | ------ | ------------ | ------------ | ------------- | ------------- | ------- | ------ |
| Querétaro FC          | 2013/14            | Liga MX            | —       | —      | 1            | 0            | —             | —             | 1       | 0      |
| Querétaro FC          | 2014/15            | Liga MX            | 29      | 5      | 12           | 1            | —             | —             | 41      | 6      |
| Querétaro FC          | 2015/16            | Liga MX            | 15      | 3      | —            | —            | 2             | 0             | 17      | 3      |
| Querétaro FC          | Łącznie            | Łącznie            | 44      | 8      | 13           | 1            | 2             | 0             | 59      | 9      |
| Chivas de Guadalajara | 2015/16            | Liga MX            | 19      | 4      | 2            | 1            | —             | —             | 21      | 5      |
| Chivas de Guadalajara | 2016/17            | Liga MX            | 42      | 2      | 9            | 0            | —             | —             | 51      | 2      |
| Chivas de Guadalajara | 2017/18            | Liga MX            | 29      | 0      | 4            | 1            | 8             | 1             | 41      | 2      |
| Chivas de Guadalajara | 2018/19            | Liga MX            | 12      | 1      | 1            | 0            | 2             | 0             | 13      | 1      |
| Chivas de Guadalajara | Łącznie            | Łącznie            | 102     | 7      | 16           | 2            | 10            | 1             | 128     | 10     |
| Cruz Azul             | 2018/19            | Liga MX            | 18      | 2      | 5            | 0            | 3             | 1             | 26      | 3      |
| Cruz Azul             | 2019/20            | Liga MX            | 25      | 3      | —            | —            | 3             | 1             | 28      | 4      |
| Cruz Azul             | 2020/21            | Liga MX            | 41      | 4      | 1            | 0            | 3             | 1             | 44      | 5      |
| Cruz Azul             | 2021/22            | Liga MX            | 13      | 1      | —            | —            | —             | —             | 13      | 1      |
| Cruz Azul             | Łącznie            | Łącznie            | 97      | 10     | 6            | 0            | 9             | 3             | 112     | 13     |
| Celta Vigo            | 2018/19            | Primera División   | 0       | 0      | —            | —            | —             | —             | 0       | 0      |
| Łącznie w karierze    | Łącznie w karierze | Łącznie w karierze | 243     | 25     | 35           | 3            | 21            | 4             | 299     | 32     |